# The Rascals (Amerikaanse band)
The Rascals (voorheen bekend als The Young Rascals) was een Amerikaanse rockband, die in Europa vooral bekend is vanwege de hits “Good Lovin’”, “Groovin'” en “People Got To Be Free”. De groep speelde vooral soulmuziek en wordt gerekend tot de zogenaamde blue-eyed soul.
The Rascals werd opgericht in New York. Om naamsverwarring te vermijden met een reeds bestaande groep “The Rascals” in de Verenigde Staten, werd tijdelijk de naam The Young Rascals aangenomen, onder welke naam de hits “Good Lovin’” en “Groovin'” werden uitgebracht.
De groep was actief in de jaren 1965 tot 1972 met succesvolle live optredens. Eind jaren 60 bereikte de band meermaals de top in de hitparade in de Verenigde Staten. In 1972 ontbond de groep zich. In de jaren 80 en 90 werden enkele compilatiealbums uitgebracht.
In 1997 werd The Young Rascals opgenomen in de Rock and Roll Hall of Fame.
In 2010 herenigden de groepsleden zich en speelden ze opnieuw enkele shows in de Verenigde Staten.

## Discografie

### Albums
Tussen haakjes totaal aantal weken in de lijst
| Titel                                  | Jaar       | Charts           | Charts          | Charts           | Opmerkingen              |
| Titel                                  | Jaar       | NL Album Top 100 | VL Ultratop 200 | VS Billboard 200 | Opmerkingen              |
| -------------------------------------- | ---------- | ---------------- | --------------- | ---------------- | ------------------------ |
| The Young Rascals                      | 28-03-1966 | -                | -               | 15 (84wk)        | VS: Goud                 |
| Collections                            | 09-01-1967 | -                | -               | 14 (74wk)        | VS: Goud                 |
| Groovin'                               | 31-07-1967 | -                | -               | 5 (59wk)         | VS: Goud                 |
| Once Upon a Dream                      | 19-02-1968 | -                | -               | 9 (30wk)         | -                        |
| Time Peace: The Rascals' Greatest Hits | 24-06-1968 | -                | -               | 1 (1wk) (58wk)   | Verzamelalbum / VS: Goud |
| Freedom Suite                          | 17-03-1969 | -                | -               | 17 (16wk)        | VS: Goud                 |
| See                                    | 15-12-1969 | -                | -               | 45 (16wk)        | -                        |
| Search and Nearness                    | 01-03-1971 | -                | -               | 198 (1wk)        | -                        |
| Peaceful World                         | 05-05-1971 | -                | -               | 122 (12wk)       | -                        |
| The Island of Real                     | 02-05-1972 | -                | -               | 180 (3wk)        | -                        |

### Singles
Tussen haakjes totaal aantal weken in de lijst
| Titel                                  | Jaar | Charts    | Charts            | Charts         | Charts         | Opmerkingen |
| Titel                                  | Jaar | NL Top 40 | NL Single Top 100 | VL Ultratop 50 | VS Hot 100     | Opmerkingen |
| -------------------------------------- | ---- | --------- | ----------------- | -------------- | -------------- | ----------- |
| I Ain't Gonna Eat Out My Heart Anymore | 1965 | -         | -                 | -              | 52 (9wk)       | -           |
| Good Lovin'                            | 1966 | -         | -                 | -              | 1 (1wk) (14wk) | -           |
| You Better Run                         | 1966 | -         | -                 | -              | 20 (7wk)       | -           |
| Come On Up                             | 1966 | -         | -                 | -              | 43 (7wk)       | -           |
| I've Been Lonely Too Long              | 1967 | -         | -                 | -              | 16 (14wk)      | -           |
| Groovin'                               | 1967 | 19 (8wk)  | 16 (2wk)          | -              | 1 (4wk) (13wk) | VS: Goud    |
| A Girl Like You                        | 1967 | -         | -                 | -              | 10 (9wk)       | -           |
| How Can I Be Sure                      | 1967 | -         | -                 | -              | 4 (11wk)       | -           |
| It's Wonderful                         | 1967 | -         | -                 | -              | 20 (7wk)       | -           |
| A Beautiful Morning                    | 1968 | -         | -                 | -              | 3 (13wk)       | VS: Goud    |
| People Got to Be Free                  | 1968 | 8 (10wk)  | 8 (6wk)           | -              | 1 (5wk) (14wk) | VS: Goud    |
| A Ray of Hope                          | 1968 | -         | -                 | -              | 24 (8wk)       | -           |
| Heaven                                 | 1969 | -         | -                 | -              | 39 (6wk)       | -           |
| See                                    | 1969 | -         | -                 | -              | 27 (8wk)       | -           |
| Carry Me Back                          | 1969 | -         | -                 | -              | 26 (8wk)       | -           |
| Hold On                                | 1969 | -         | -                 | -              | 51 (7wk)       | -           |
| Glory, Glory                           | 1970 | -         | -                 | -              | 58 (6wk)       | -           |
| Love Me                                | 1971 | -         | -                 | -              | 95 (4wk)       | -           |

### NPO Radio 2 Top 2000
| Nummer met noteringen in de NPO Radio 2 Top 2000 | '99  | '00  | '01  | '02  |
| ------------------------------------------------ | ---- | ---- | ---- | ---- |
| Groovin'                                         | 1694 | 1665 | 1720 | 1997 |

1. ↑  Een vetgedrukt getal geeft de hoogste notering aan.
2. ↑  Deze tabel is bijgewerkt tot en met de meest recente editie (2024).